# 동아마이스터고등학교
동아마이스터고등학교(東亞마이스터高等學校)는 대한민국 대전광역시 동구 자양동에 있는 사립 고등학교이다.

## 학교 연혁
- 1977년 4월 30일 : 학교법인 공산학원 설립허가, 최준문 이사장 취임
- 1977년 11월 19일 : 대전동아공업고등학교 설립 인가(4개과 24학급)
- 1977년 12월 17일 : 초대 이종건 교장 취임
- 1978년 3월 7일 : 제1회 입학식(8학급 490명)
- 1982년 10월 4일 : 학급 증설 인가. 토목, 건축, 기계, 전기 각과 3학급씩(전 36학급)
- 1985년 7월 8일 : 제2대 최원석 이사장 취임
- 2007년 11월 12일 : 국방부 군특성화고등학교 선정
- 2010년 3월 3일 : 동아마이스터고등학교 개교 선포 및 입학식(10학급 200명)
- 2022년 9월 1일 : 제14대 정은환 교장 취임
- 2023년 11월 9일 : 제3대 최용혁 이사장 취임
- 2024년 1월 9일 : 제44회 졸업식 193명(총 졸업생수 19,220명)
- 2024년 3월 4일 : 2024학년도 입학식 (3개학과 10학급 161명)

## 설치 학과
- 전기전자제어과
- 스마트자동화시스템과
- 스마트기계과

## 갤러리

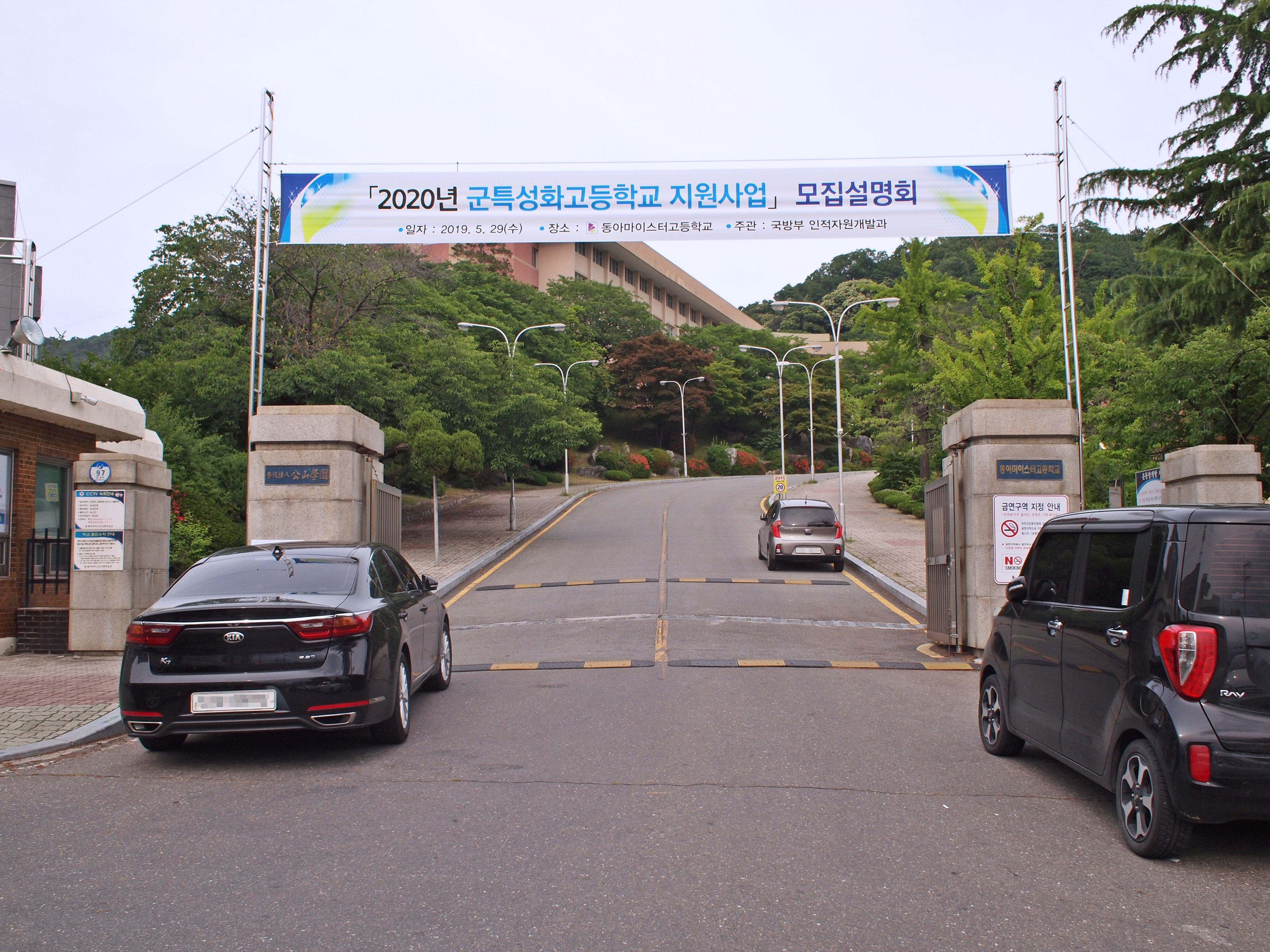
정문
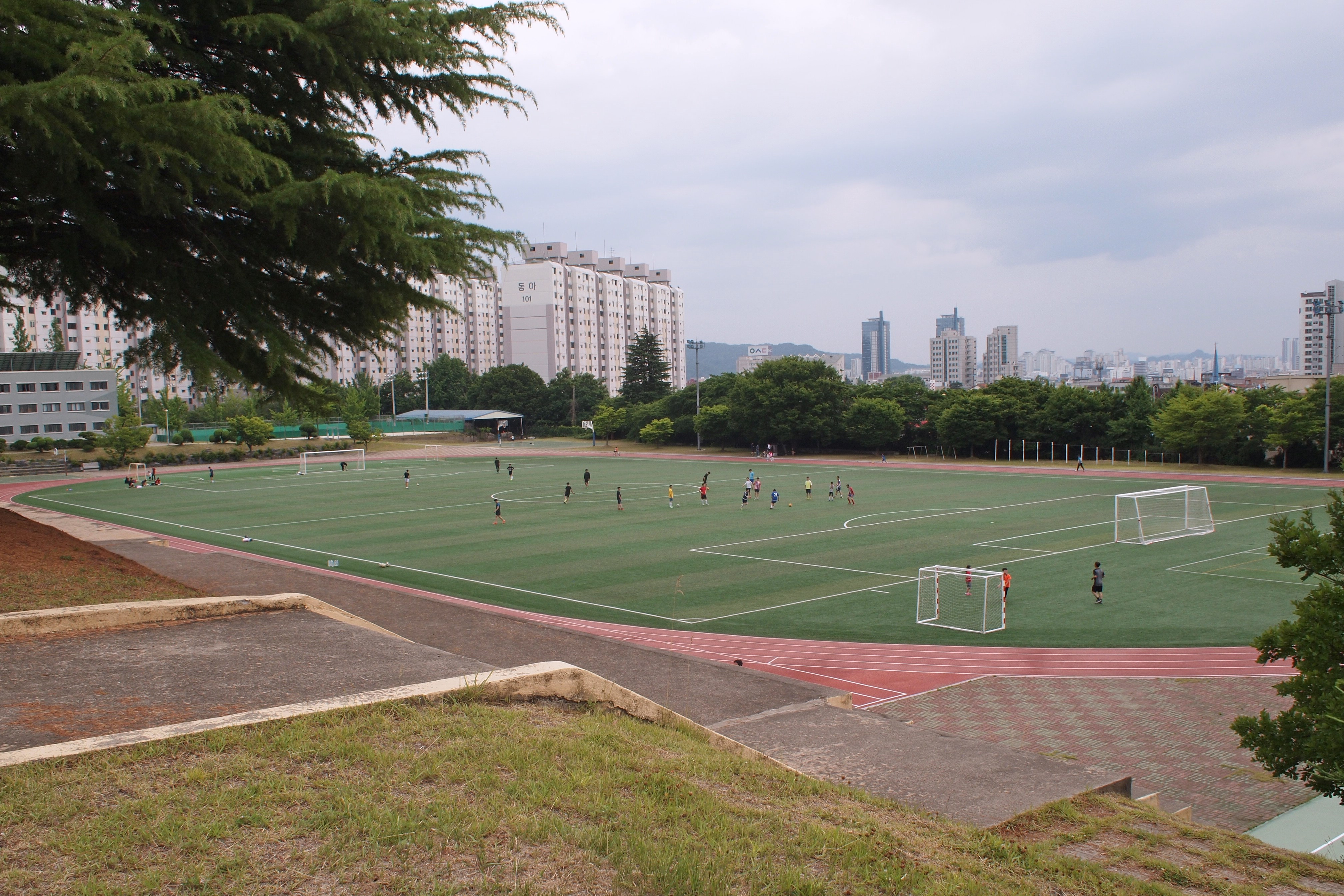
운동장
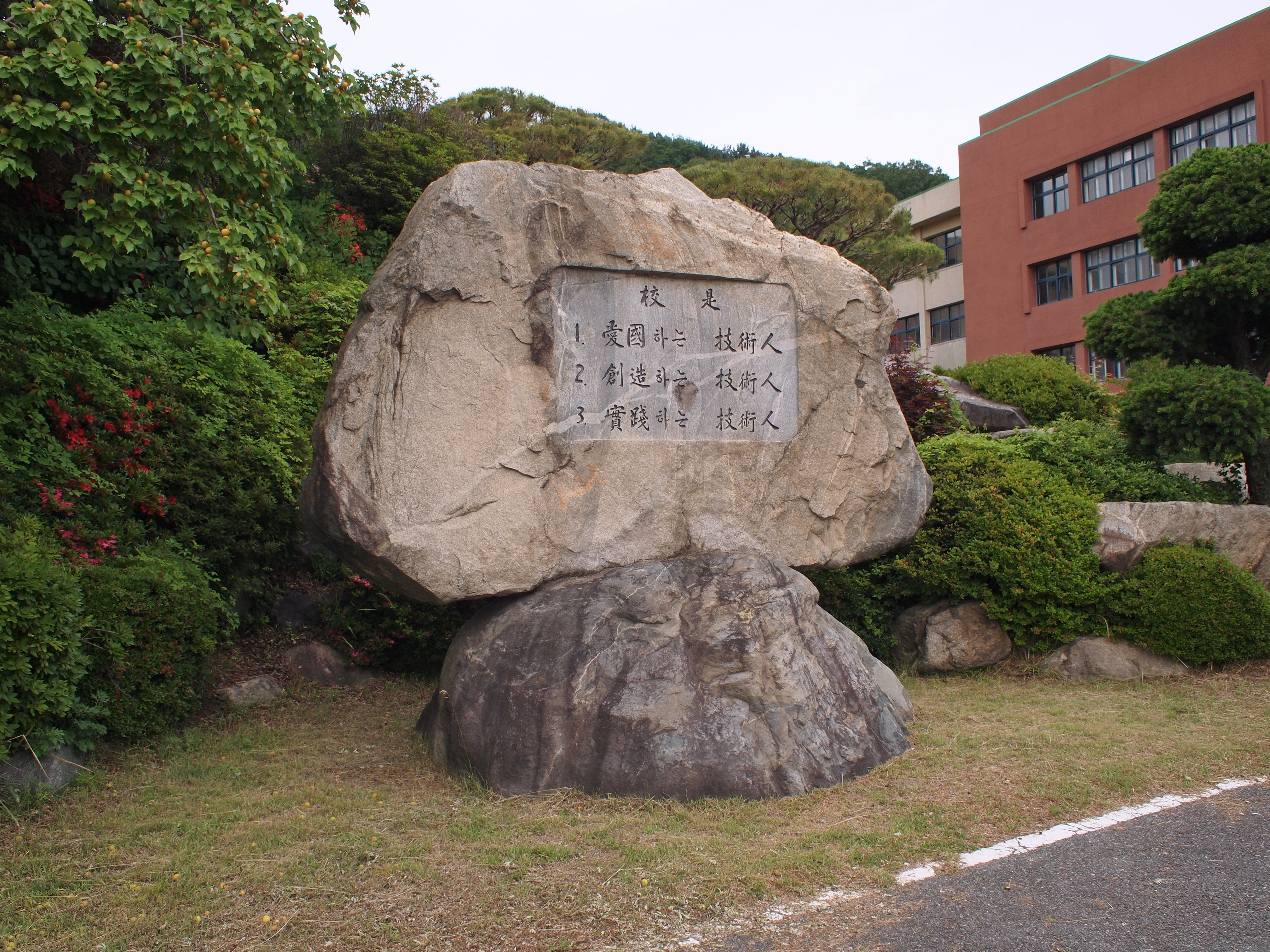
교시석
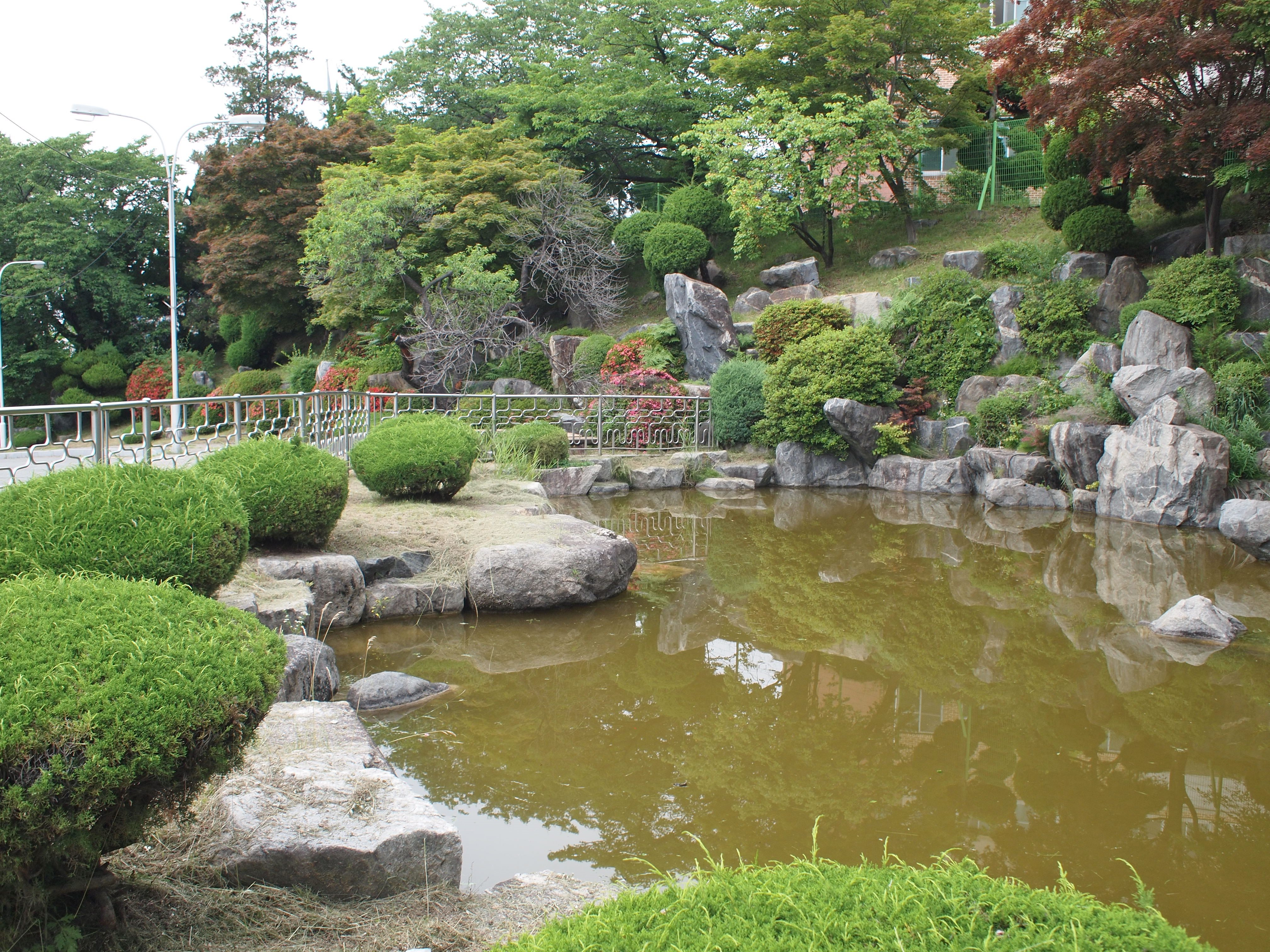
연못

## 참고 자료
- 동아마이스터고등학교 - 한국교육학술정보원 학교알리미